# Los ochenta son nuestros
Los ochenta son nuestros es una obra de teatro, escrita por la dramaturga Ana Diosdado y estrenada en el Teatro Infanta Isabel de Madrid el 13 de enero de 1988. Se publicó como novela por Plaza & Janés en 1986.

## Argumento
La obra refleja las inquietudes, angustias, ilusiones y aspiraciones de la juventud española en la década de 1980. En el abandonado y viejo garaje de un chalet situado en la sierra de Guadarrama, se reúnen un grupo de muchachos que apenas acaban de superar la adolescencia. En ese escenario tendrán ocasión de conversar sobre los temas que les preocupan, desde los conflictos generacionales hasta la delincuencia juvenil y las diferencias de clase.

## Personajes
- José: Joven rebelde y agresivo que acaba de escaparse del hogar familiar. Es acusado de la muerte de El Barbas.
- Miguel: Adicto a la droga, fiel a sus amigos. Muestra un gran talante y madurez.
- Mari Ángeles: Traumatizada por la reciente muerte de su padre en accidente de tráfico. Enamorada de Juan. La obra en sí es un memorial de la noche de año nuevo del mismo año en que su padre muere (Antonio Aguirre).
- Cris: Guapa y resuelta. Tras superar una violación, se encuentra cansada de tener que rememorar continuamente el hecho, ante las preguntas de los demás. Es la romántica del grupo.
- Rafa: El más divertido del grupo. A lo largo de la obra se ve envuelto en un mundo psicológico muy intenso, debido a que a medida que se desenvuelve el misterio del asesinato, sale a flor de piel el sentimiento de angustia por haber pertenecido a la banda asesina del Barbas.
- Laura: Impávida y de vuelta de casi todo. Hija de nuevos ricos y le atrae Jesús Mari (Chus). La relación de ellos dos se encuentra sumida en las adversidades e infortunios que rodean la muerte del amigo de Miguel.
- Juan Gabriel: Es el hermano de Rafa. Viste bien, es introvertido, educado y afable.  Tiene personalidad y encanto. Sin lugar a dudas se ha visto afectado por su relación previa a la fiesta con Miguel con el cual se había estado enviando cartas de manera romántica y encuentra en su interior un vacío debido a lo cometido.
- Chus: Es el chico del Súper y el nuevo en la panda. Introvertido y con corazón.
- El Barbas: Amigo de Miguel. Muere asesinado en una reyerta.

## Representaciones destacadas
- Teatro Infanta Isabel, Madrid, 1988 (Estreno). 
  - Dirección: Jesús Puente.
  - Escenografía: Simón Suárez.
  - Música: Teddy Bautista.
  - Intérpretes: Amparo Larrañaga (sustituida luego por Maribel Lara), Iñaki Miramón, Lydia Bosch, Luis Merlo, Flavia Zarzo (sustituida luego por Cayetana Guillén Cuervo), Juan Carlos Naya (sustituido por Antonio Vico), Víctor Manuel García (sustituido por Enrique San Francisco) y Toni Cantó (sustituido luego por Miguel Ortiz).

- Teatro Goya, Barcelona, 1989.
  - Dirección: Amparo Larrañaga.
  - Intérpretes: Amparo Larrañaga Ángel de Gracia, Mercè Pons, Pere Ponce, Marc Martínez, Mercè Camins, Toni Andreu.

- Teatro Regina, Buenos Aires, 1992. (Retitulado como Los 90 son nuestros)
  - Dirección: Carlos Gandolfo.
  - Intérpretes: Leonardo Sbaraglia, Carola Reyna, Fernán Mirás.

- Teatro Calderón, Madrid, 2010. 
  - Dirección: Antonio del Real.
  - Escenografía: Luis Vallés (Koldo).
  - Música: Pablo Miyar y Modestia Aparte.
  - Intérpretes: Natalia Sánchez, Gonzalo Ramos (sustituido por Víctor Elías), Blanca Jara, Borja Voces, Claudia Molina, Alex Barahona (sustituido por Sergio Martín), Juan Luis Peinado y Antonio Hortelano (sustituido por Israel Rodríguez).

- Teatro Municipal Marcelo Grande, Tomelloso, 2024.
  - Dirección: Alberto Palacios.
  - Escenografía: Alberto Palacios.
  - Selección Musical: Yolanda Andújar.
  - Intérpretes: Cristina Carrasco, Carlos González, Alejandra Bonillo, Sergio Piedra, Alba Crespo, Fernando Redondo, Julián Descalzo y Alberto Redondo.